# Trzy orzeszki dla Kopciuszka
Trzy orzeszki dla Kopciuszka (cz. Tři oříšky pro Popelku, niem. Drei Haselnüsse für Aschenbrödel) – czechosłowacko-enerdowska baśń filmowa z 1973 roku w reżyserii Václava Vorlíčka, na podst. baśni Boženy Němcovej pod tym samym tytułem.

## Fabuła
Macocha Kopciuszka wraz ze swoją córką Dorą czekają na wizytę króla i jego syna. Jedynie Kopciuszek nie bierze udziału w przygotowaniach do przyjęcia. Musi wykonać swoje obowiązki, które dała jej macocha. Jednym z nich jest wybieranie grochu z popiołu. Kopciuszek jednak nie jest z tym sam i dzięki pomocy swoich przyjaciół szybko kończy swoją pracę, dosiada konia Juraska i wyrusza w drogę. W lesie spotyka księcia, który w tym czasie poluje ze swoimi towarzyszami. Zaradność dziewczyny i umiejętność ujeżdżania koni bardzo mu imponuje. Macocha i Dora przygotowują się na królewski bal, na którym książę ma wybrać swoją przyszłą żonę. Po stroje dla Dory wysyłają czeladnika, który w lesie spotyka księcia. Jeden strzał wystarczył, by udało mu się zrzucić na głowę wiewiórcze gniazdo z trzema orzeszkami.

## Obsada
| Rola              | Aktor             | Czeski dubbing    | Niemiecki dubbing   |
| ----------------- | ----------------- | ----------------- | ------------------- |
| Kopciuszek        | Libuše Šafránková | –                 | Dorothea Meissner   |
| książę            | Pavel Trávníček   | Petr Svojtka      | Peter Reusse        |
| macocha           | Carola Braunbock  | Jaroslava Adamová | –                   |
| Dora              | Dana Hlaváčová    | –                 | Illelore Kuhnert    |
| król              | Rolf Hoppe        | Otto Šimánek      | –                   |
| królowa           | Karin Lesch       | Květa Fialová     | –                   |
| Preceptor         | Jan Libíček       | –                 | Ivan Malré          |
| Kamil             | Vítězslav Jandák  | –                 | Joachim Siebenschuh |
| czeladnik Vincek  | Vladimír Menšík   | –                 | Kurt Böwe           |
| łowczy            | Miloš Vavruška    | –                 | Joachim Pape        |
| Vítek             | Jaroslav Drbohlav | –                 | Gerd Blahuschek     |
| Droběna           | Helena Růžičková  | –                 | –                   |
| gospodyni         | Míla Myslíková    | –                 | Waltraut Kramm      |
| pomocnik w kuchni | Jiří Růžička      | –                 | Carmen-Maja Antoni  |

## Wersja polska
Wersja polska: Studio Opracowań Filmów w Warszawie

Reżyseria: Izabella Falewiczowa

Obsada:
- Dorota Kawęcka – Kopciuszek
- Marek Kondrat – książę
- Helena Dąbrowska – macocha
- Ewa Żukowska – Dora
- Jerzy Molga – król
- Zofia Saretok – królowa
- Włodzimierz Nowakowski – Kamil
- Tadeusz Bartosik – czeladnik Vincek
- Piotr Grabowski – Vítek

## Informacje dodatkowe
- Film ma dwie wersje językowe: czeską oraz niemiecką. Jako że film był produkcją niemiecko-czechosłowacką, ekipa występująca w filmie pochodziła z NRD i Czechosłowacji. Aktorzy byli dubbingowani w obu językach.
- W czeskiej wersji piosenkę „Kdepak, Ty Ptáčku, Hnízdo Máš?” wykonuje Karel Gott, w niemieckiej pojawia się wersja instrumentalna tej piosenki.
- Film jest emitowany co roku w niemieckiej, czeskiej,slowackiej i norweskiej telewizji w okresie świąt Bożego Narodzenia.
- Zdjęcia do filmu kręcono m.in. w Wytwórni Filmów DEFA, wokół Pałacu Moritzburg niedaleko Drezna, w Studiu Filmowym Barrandov w Pradze oraz różnych miejscach na terenie Czechosłowacji (m.in. zamek Švihov, pasmo górskie Szumawa).